# Florentin-la-Capelle
Florentin-la-Capelle är en kommun i departementet Aveyron i regionen Occitanien i södra Frankrike. Kommunen ligger  i kantonen Saint-Amans-des-Cots som ligger i arrondissementet Rodez. År 2022 hade Florentin-la-Capelle 281 invånare.

## Befolkningsutveckling
Antalet invånare i kommunen Florentin-la-Capelle
Referens: INSEE